# Quarsosienita de feldespat alcalí

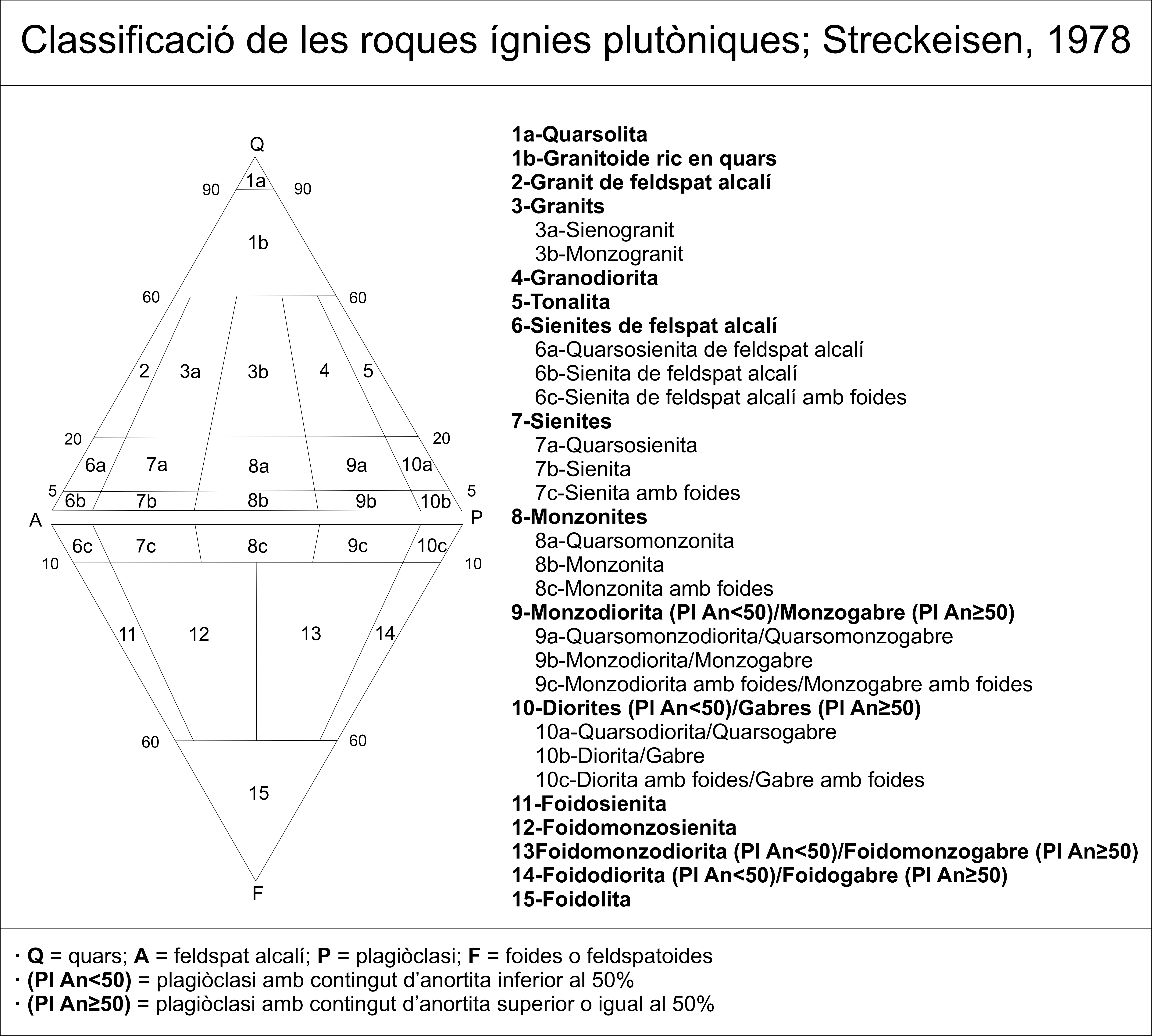
Classificació de les roques ígnies plutòniques segons Streckeisen 1978. La quarsosienita de feldespat alcalí es troba al lloc 6a.

Les quarsosienites de feldespat alcalí són roques ígnies plutòniques que presenten un contingut de quars entre el 5 i el 20%, mentre que l'índex feldespàtic és inferior al 10%. El feldespat que es troba present en aquestes roques és feldespat alcalí generalment.